# Poloaminal

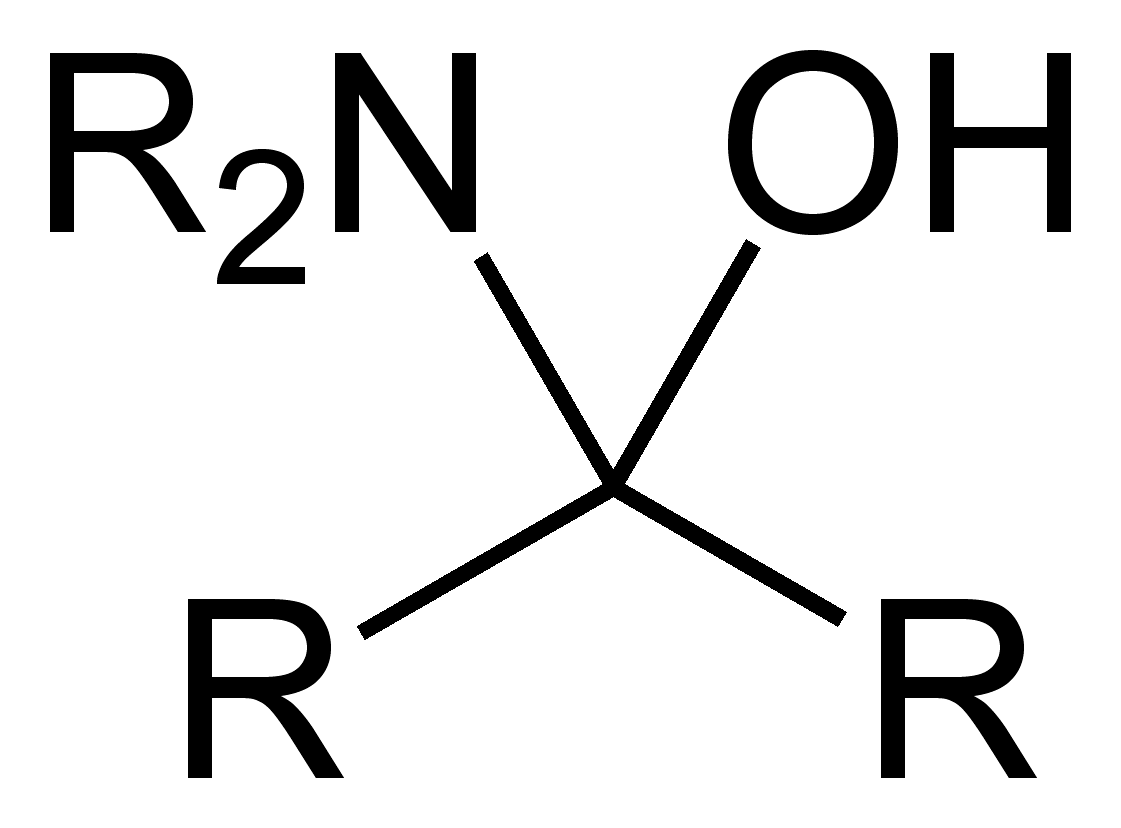
Obecný strukturní vzorec poloaminalu

Poloaminaly jsou organické sloučeniny, které mají hydroxylovou a aminovou skupinu navázanou na stejný uhlíkový atom; jejich obecný vzorec je -C(OH)(NR2)-, kde R může být atom vodíku nebo uhlovodíková funkční skupina. Poloaminaly jsou meziprodukty při tvorbě iminů z aminů a karbonylových sloučenin.

## Příklady
Poloaminal je meziproduktem reakce aldehydu nebo ketonu s aminem. Formaldehyd je jednou z nejreaktivnějších karbonylových sloučenin; vznikají z něm karbinolaminy. Příkladem může být reakce se sekundárním aminem karbazolem.
Jak je to u derivátů sekundárních aminů obvyklé, tak tato látka vytváří dimer, bis(karbazol), jehož monomery jsou propojeny methylenovými skupinami.
Reakcí amoniaku s hexafluoracetonem vzniká stabilní poloaminal (CF3)2C(OH)NH2.
Poloaminaly vzniklé z amoniaku a primárních aminů jsou nestabilní a nebyly nikdy izolovány a málokdy je lze pozorovat přímo. Poloaminal zachycený v dutině komplexu má poločas rozpadu kolem 30 minut. Jelikož jsou aminová a karbonylová skupina zachycené v dutině, tak je upřednostněna tvorba poloaminalu, protože je příslušná přímá reakce mnohem rychlejší než zpětná vnitromolekulární reakce, a také díky omezené přístupnosti této dutiny pro další amin, což by vedlo k odštěpení vody za vzniku iminu.
Tvorba poloaminalu je důležitým úkonem při asymetrické totální syntéze saxitoxinu:
V tomto reakčním kroku nejprve dojde k oxidaci alkenu na acyloin působením chloridu osmitého, hydrogenperoxosíranu draselného a uhličitanu sodného.

## Reakce amoniaku s aldehydy

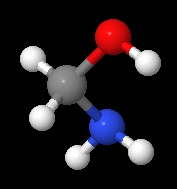
Methanolamin, nejjednodušší poloaminal

Reakce amoniaku s aldehydy a produkty těchto reakcí jsou zkoumány od 19. století. Tyto sloučeniny mají v moilekulách aminovou a hydroxylovou skupinu navázanou na stejný atom uhlíku. Předpokládá se, že jsou meziprodukty při tvorbě Schiffových bází a podobných iminů reakcí amoniaku s aldehydy a ketony.